# داریو سالا
داریو سالا (انگلیسی: Darío Sala؛ زادهٔ ۱۷ اکتبر ۱۹۷۴) بازیکن فوتبال اهل آرژانتین است.
از باشگاه‌هایی که در آن بازی کرده‌است می‌توان به باشگاه فوتبال ریور پلاته، باشگاه اتلتیکو ایندپندینته، باشگاه فوتبال خرز، باشگاه فوتبال آرسنال ساراندی، باشگاه فوتبال نیولز اولد بویز، اف‌سی دالاس، باشگاه ورزشی سن لورنسو آلماگرو، و باشگاه ورزشی دیپورتیوو کالی اشاره کرد.